# Han kommer förbi (Remixen)
Han kommer förbi (Remixen) är en sång och en digital singel av den svenske artisten Olle Ljungström från 2013. Den innehåller en remix-version av Ljungströms låt "Han kommer förbi" från albumet Släng in en clown (2013). Remix-versionen går snabbare än originalversionen.

## Låtlista
Text och musik: Olle Ljungström, Torsten Larsson och Joel Fritzell.
1. "Han kommer förbi (Remixen)" (2:12)